# Wanda Ventham
Wanda Ventham (* 5. August 1935 in Brighton, East Sussex, England) ist eine britische Schauspielerin.

## Leben
Ventham besuchte die Central School of Speech and Drama. Ihr Spielfilmdebüt hatte sie an der Seite von Anna Neagle und Sylvia Syms im Filmdrama My Teenage Daughter. Sie spielte in der Folge in verschiedenen britischen Spielfilmen, unter anderem in zwei Filmen aus der Carry-On…-Filmreihe und in Richard Lesters Komödie Der gewisse Kniff. Der Durchbruch als Filmschauspielerin gelang ihr nie, weshalb sie hauptsächlich in Fernsehproduktionen arbeitete. Sie hatte Gastrollen in einigen der erfolgreichsten britischen Fernsehserien der 1960er Jahre wie Geheimauftrag für John Drake, Mit Schirm, Charme und Melone und Nummer 6. Zwischen 1970 und 1971 spielte sie Col. Virginia Lake in der Science-Fiction-Serie UFO. Sie trat im Abstand von jeweils zehn Jahren in unterschiedlichen Rollen drei Mal in der Serie Doctor Who auf; 1967 als Jean Rock, 1977 als Thea Ransome und 1987 als Faroon. Sie spielte auch in Seifenopern wie Emmerdale und Heartbeat.
Ventham ist mit dem Schauspieler Timothy Carlton verheiratet, ihr gemeinsamer Sohn Benedict Cumberbatch ist ebenfalls Schauspieler.

## Filmografie (Auswahl)
- 1964: Ist ja irre – Cäsar liebt Cleopatra (Carry On Cleo)
- 1964–1965: Geheimauftrag für John Drake (Danger Man, Fernsehserie, 2 Episoden)
- 1964–1966: Simon Templar (The Saint, Fernsehserie, 2 Episoden)
- 1965: Mit Schirm, Charme und Melone (The Avengers, Fernsehserie, Episode 4x02: Die Totengräber)
- 1965: Der gewisse Kniff (The Knack …and How to Get It)
- 1967–1987: Doctor Who (Fernsehserie, 13 Episoden)
- 1967: Nummer 6 (The Prisoner, Fernsehserie, Episode 1x10)
- 1968: Alles unter Kontrolle – keiner blickt durch (Carry On… Up the Khyber)
- 1968: Das Blutbiest (The Blood Beast Terror)
- 1969: Department S (Fernsehserie Episode 2x06)
- 1970–1971: UFO (Fernsehserie, 9 Episoden)
- 1973: Captain Kronos – Vampirjäger (Captain Kronos – Vampire Hunter)
- 1975: Task Force Police (Softly Softly, Fernsehserie, Episode 11x06)
- 1975: Die Füchse (The Sweeney, Fernsehserie, 1 Folge)
- 1976: Emmerdale (Seifenoper)
- 1988: Der Doktor und das liebe Vieh (All Creatures Great and Small, Fernsehserie, Episode 5x11)
- 1996–1997: Heartbeat (Fernsehserie, 4 Episoden)
- 2000: Randall & Hopkirk – Detektei mit Geist (Randall & Hopkirk (Deceased), Fernsehserie, 1 Folge)
- 2001: Coupling – Wer mit wem? (Coupling, Fernsehserie, Episode 2x02)
- 2005: Inspector Barnaby (Midsomer Murders) Fernsehserie, Staffel 8, Folge 6: Blick in den Schrecken (Second Sight)
- 2007: Lewis – Der Oxford Krimi (Lewis, Fernsehserie, 1 Episode)
- 2014, 2017: Sherlock (Fernsehserie, Episode 3x01, 3x03, 4x03)
- 2019: Departure (Fernsehserie, 1 Episode)